# Alpes grayos
Los Alpes grayos (en italiano, Alpi Graie; en francés, Alpes Grées; en alemán, Grajische Alpen) son una sección del gran sector Alpes del noroeste, según la clasificación SOIUSA. Su pico más alto es el Mont Blanc, con 4810,45 m s. n. m. Se extienden por Francia (Saboya), Italia (Piamonte y el Valle de Aosta) y Suiza (Valais occidental). El Paso de los Montets los separa de los Alpes de Chablais; el Paso Ferret y el valle del Dora Baltea los separa de los Alpes peninos; el Paso del Mont Cenis los separa de los Alpes cocios; el valle de Arc los separa de los Alpes del Delfinado. El lado francés de los Alpes grayos es recorrido por el río Isère (valle Tarentaise) y su afluente Arc (valle Maurienne), y por el Arve. El lado italiano es recorrido por los ríos Dora Baltea, Orco y Stura di Lanzo, afluentes del Po. 

## Clasificación
Los Alpes grayos son generalmente individualizados de manera unívoca por las diversas clasificaciones alpinas. La Partición de los Alpes del año 1926 lo distingue como una sección de los Alpes occidentales. La SOIUSA de 2005 la ve como una sección de los Alpes del noroeste. Las mayores discordancias se encuentran en las subdivisiones internas.

## Subdivisiones

### SOIUSA
Los Alpes grayos, según la SOIUSA, se subdividen en las siguientes subsecciones (a su vez subdivididas en supergrupos):
- Alpes de Lanzo y de Alta Moriana
  - Rocciamelone-Charbonnel
  - Arnas-Ciamarella
  - Levanne-Aiguille Rousse
- Alpes de la Vanoise y del Grand Arc
  - Macizo del Iseran
  - Grande Motte-Grande Casse-Bellecôte
  - Macizo del Monte Pourri
  - Macizo de la Vanoise
  - Macizo del Gébroulaz
  - Macizo Lauzière-Grand Arc
- Alpes de la Grande Sassière y del Rutor
  - Grande Sassière-Tsanteleina
  - Rutor-Léchaud
- Alpes del Gran Paradiso
  - Grupo del Gran Paradiso
  - Grupo de la Rosa dei Banchi
  - Emilius-Tersiva
- Alpes del Mont Blanc
  - Macizo de Trélatête
  - Macizo del Monte Blanc
  - Macizo Dolent-Argentière-Trient
- Alpes del Beaufortain
  - Macizo del Roignais
  - Penaz-Joly.

### Otras subdivisiones

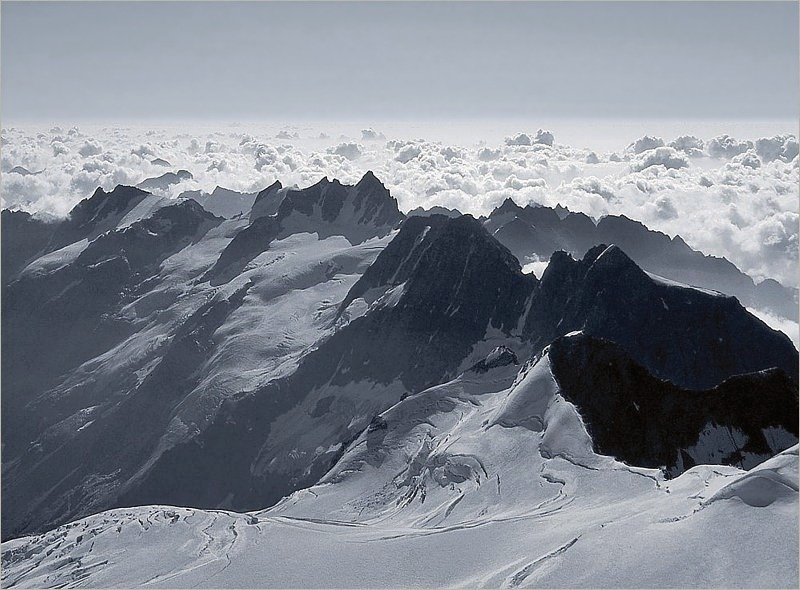
Panorama del Gran Paradiso.

Tradicionalmente los Alpes grayos se subdividían en cuatro grupos:
- los Alpes del Mont Blanc (al norte del Pequeño San Bernardo con la cima más alta de los Alpes: el Mont Blanc (4810 m s. n. m.);
- el Grupo Central (que marca la divisoria de aguas italo-francesa entre el Pequeños San Bernardo y el Paso de Mont Cenis);
- el Grupo Occidental o grupo francés (subdividido a su vez en el macizo de la Vanoise, en el macizo del Beaufortain y en el macizo de la Lauzière - separado del grupo central por el collado de Iseran);
- el Grupo Oriental (llamado también grupo italiano - separado del grupo central por el Paso del Nivolet - comprende sobre todo el macizo del Gran Paradiso).
  - Alpes de Lanzo y de la Alta Moriana (Rocciamelone-Charbonnel; Arnas-Ciamarella; Levanne-Aiguille Rousse)
  - Alpes de la Vanoise y del Grand Arc (Iseran; Grande Motte-Grande Casse-Bellecôte; Monte Pourri; Vanoise; Gébroulaz; Lauzière-Grand Arc). Aquí se encuentra el Parque nacional de la Vanoise.
  - Alpes de la Grande Sassière y del Rutor (Grande Sassière-Tsanteleina; Rutor-Léchaud)
  - Alpes del Gran Paradiso (Macizo del Gran Paradiso; Rosa dei Banchi; Emilius-Tersiva). Aquí se encuentra el Parque nacional del Gran Paraíso.
  - Alpes del Mont Blanc (Trélatête; Macizo del Mont Blanc; Dolent-Argentière-Trient)
  - Alpes del Beaufortain (Roignais; Penaz-Joly)

## Picos
Los principales picos de los Alpes grayos son:

### Macizo del Mont Blanc

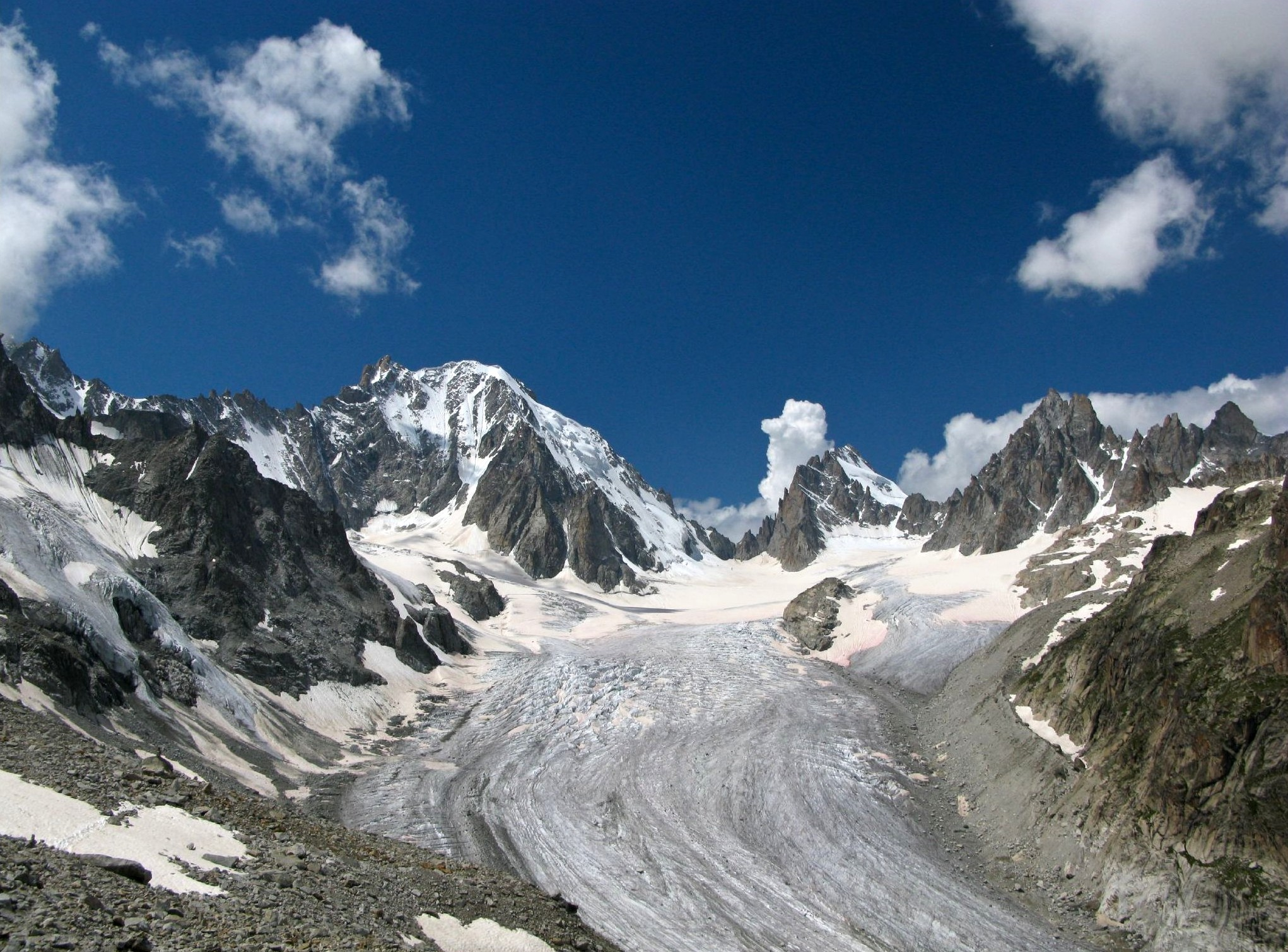
Aiguille d'Argentière por encima del glaciar Saleina.

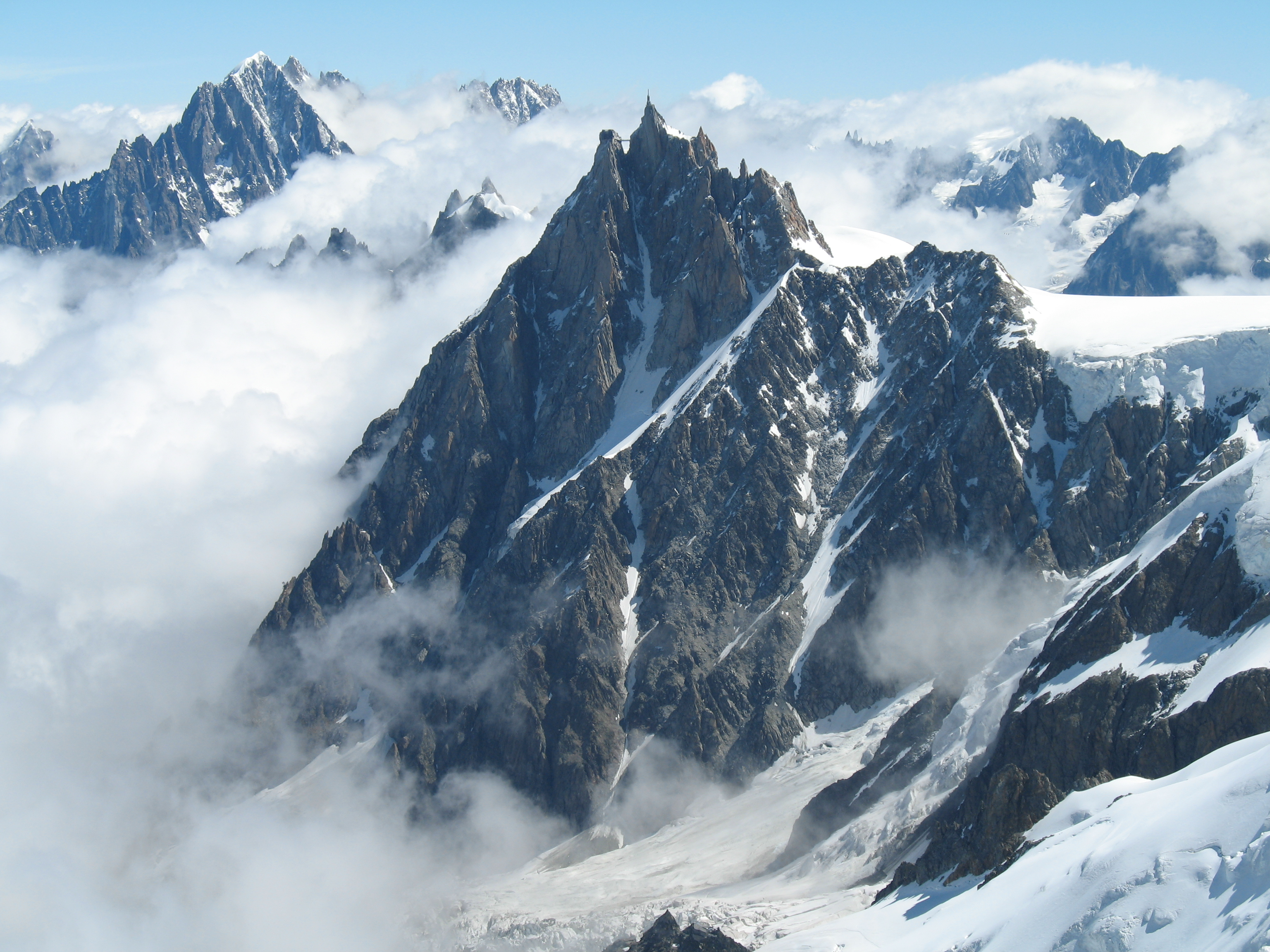
Aiguille du Midi

| Nombre                 | metros              |  | Nombre                              | metros |  |
| Mont Blanc             | 4810,45             |  | Aiguille du Tacul                   | 3438   |  |
| Mont Maudit            | 4468 (I) / 4465 (F) |  | Pointe d'Orny                       | 3274   |  |
| Dôme du Goûter         | 4306 (I) / 4304 (F) |  | Dents du Midi                       | 3260   |  |
| Grandes Jorasses       | 4205                |  | Mont Favre                          | 3259   |  |
| Aiguille Verte         | 4122                |  | Tour Sallière                       | 3227   |  |
| Aiguille de Bionnassay | 4052                |  | Pointe de Léchaud                   | 3127   |  |
| Dent du Géant          | 4013 (F) / 4014 (I) |  | Mont Buet                           | 3109   |  |
| Trélatête              | 3911                |  | Mont Ruan                           | 3078   |  |
| Aiguille d'Argentière  | 3902                |  | Pic de Tenneverge                   | 2982   |  |
| Aiguille de Triolet    | 3876                |  | Aiguille du Belvédère (Aigs Rouges) | 2966   |  |
| Aiguille du Midi       | 3843                |  | Crammont                            | 2737   |  |
| Tour Noir              | 3836                |  | Pointe des Fours                    | 2719   |  |
| Aiguille des Glaciers  | 3834                |  | Pointe du Colloney                  | 2692   |  |
| Mont Dolent            | 3823                |  | Catogne                             | 2599   |  |
| Aiguille du Chardonnet | 3822                |  | Mont Joly                           | 2527   |  |
| Aiguille du Dru        | 3754                |  | Brevent                             | 2525   |  |
| Dômes de Miage         | 3688                |  | Pointe de Sales                     | 2494   |  |
| Aiguille du Tour       | 3540                |  | Aiguille de Varan                   | 2488   |  |
| Aiguille du Grépon     | 3502                |  | Mont Chetif                         | 2343   |  |
| Aiguille des Charmoz   | 3442                |  |                                     |        |  |

### Grupo central

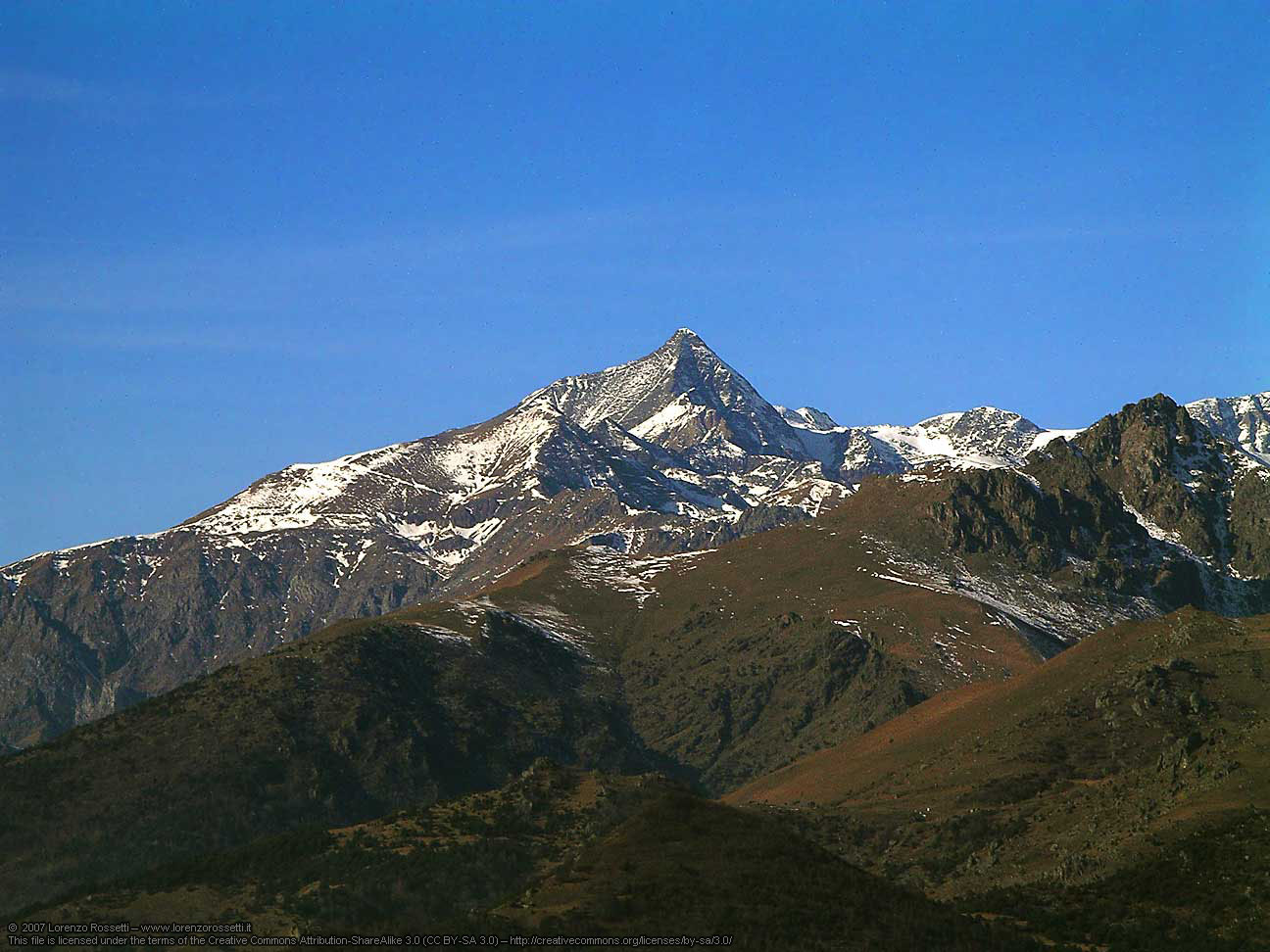
Rochemelon

| Nombre                         | metros |  | Nombre                     | metros |  |
| ------------------------------ | ------ |  | -------------------------- | ------ |  |
| Pointe de Charbonnel           | 3760   |  | Grande Aiguille Rousse     | 3482   |  |
| Aiguille de la Grande Sassière | 3757   |  | Granta-Parey               | 3473   |  |
| Uia di Ciamarella              | 3676   |  | Roc du Moulinet            | 3469   |  |
| Albaron                        | 3638   |  | Aiguille Pers              | 3451   |  |
| Pointe de Ronce                | 3618   |  | Cima dell' Auille??        | 3446   |  |
| Levanna                        | 3615   |  | Pointe de la Galise        | 3345   |  |
| Bec de l'Invergnan             | 3608   |  | Pointe de la Traversière   | 3341   |  |
| Tsanteleina                    | 3606   |  | Ormelune/Pointe d'Archeboc | 3283   |  |
| Bessanese                      | 3597   |  | Signal du Mont Iseran      | 3241   |  |
| Croce Rossa                    | 3567   |  | Grand Assaly               | 3174   |  |
| Punta d'Arnas                  | 3540   |  | Torre d'Ovarda             | 3075   |  |
| Rochemelon                     | 3537   |  | Dôme de Val d'Isère        | 3033   |  |
| Punta Chalanson                | 3530   |  | Uia di Mondrone            | 2964   |  |
| Grande Traversière             | 3495   |  | Monte Unghiasse            | 2939   |  |
| Testa del Rutor                | 3486   |  | Monte Civrari              | 2302   |  |

### Grupo oriental
| Nombre                    | metros |  | Nombre          | metros |  |
| ------------------------- | ------ |  | --------------- | ------ |  |
| Gran Paradiso             | 4061   |  | Punta Tersiva   | 3513   |  |
| Grivola                   | 3969   |  | Punta Foura     | 3410   |  |
| Herbetet                  | 3778   |  | Punta Sengie    | 3408   |  |
| Torre del Gran San Pietro | 3692   |  | Punta Lavina    | 3308   |  |
| Ciarforon                 | 3665   |  | Rosa dei Banchi | 3164   |  |
| Roccia Viva               | 3650   |  | Becca di Nona   | 3142   |  |
| Becca di Gay              | 3623   |  | Punta Pousset   | 3046   |  |
| Mont Emilius              | 3559   |  | Monte Marzo     | 2750   |  |

### Grupo occidental
| Nombre              | metros |  | Nombre                        | metros |  |
| ------------------- | ------ |  | ----------------------------- | ------ |  |
| Grande Casse        | 3855   |  | Pointe de l'Échelle           | 3432   |  |
| Mont Pourri         | 3788   |  | Bellecôte                     | 3417   |  |
| Dent Parrachée      | 3712   |  | Pointes de la Gliere          | 3386   |  |
| Grande Motte        | 3663   |  | Pointe de Méan Martin         | 3337   |  |
| Dôme de l'Arpont    | 3599   |  | Roche Chevrière               | 3282   |  |
| Dôme de Chasseforet | 3586   |  | Pointe de la Rechasse         | 3223   |  |
| Aiguille de Péclet  | 3566   |  | Petit Mont Blanc de Pralognan | 2685   |  |
| Aiguille de Polset  | 3538   |  | Mont Jouvet                   | 2563   |  |
| Pointe de la Sana   | 3436   |  |                               |        |  |

## Pasos
Los principales pasos de los Alpes grayos se muestran en la tabla inferior. El grupo en el que se encuentra el paso viene indicado con "MB" para el macizo del Mont Blanc, "C" para el Central, "E" para el Oriental y "W" para el Occidental.
| Nombre                  | Ubicación                             | Grupo | Tipo                | Altura (metros) | Altura (metros) |
| ----------------------- | ------------------------------------- | ----- | ------------------- | --------------- | --------------- |
| Col de la Brenva        | Courmayeur a Chamonix                 | MB    | nieve               | 4333            |                 |
| Col de Triolet          | Chamonix a Courmayeur                 | MB    | nieve               | 3691            |                 |
| Col d'Argentière        | Chamonix a Orsières                   | MB    | nieve               | 3516            |                 |
| Col de la Grande Rousse | Valle de Rhêmes a Valgrisenche        | C     | nieve               | 3500            |                 |
| Col de Talefre          | Chamonix a Courmayeur                 | MB    | nieve               | 3484            |                 |
| Col de Gebroulaz        | Modane a Méribel                      | W     | nieve               | 3470            |                 |
| Col de Monel            | Cogne a Locana                        | E     | nieve               | 3428            |                 |
| Col de Miage            | Les Contamines a Courmayeur           | MB    | nieve               | 3376            |                 |
| Col du Géant            | Chamonix a Courmayeur                 | MB    | nieve               | 3371            |                 |
| Col du Grand Paradis    | Ceresole Reale a Valsavarenche        | E     | nieve               | 3349            |                 |
| Col du Charforon        | Ceresole Reale a Valsavarenche        | E     | nieve               | 3331            |                 |
| Col de Teleccio         | Cogne a Locana                        | E     | nieve               | 3326            |                 |
| Col du Chardonnet       | Chamonix a Orsières                   | MB    | nieve               | 3325            |                 |
| Col de Lauzon           | Cogne al Valsavarenche                | E     | camino de herradura | 3301            |                 |
| Col du Bouquetin        | Bonneval-sur-Arc a Val d'Isère        | C     | nieve               | 3300            |                 |
| Col de St Grat          | Valgrisenche a La Thuile              | C     | nieve               | 33007           |                 |
| Col du Tour             | Chamonix a Orsières                   | MB    | nieve               | 3280            |                 |
| Fenetre de Saleinaz     | Glaciar Saleinaz a Glaciar Trient     | MB    | nieve               | 3264            |                 |
| Col de l'Herbetet       | Cogne a Valsavarenche                 | E     | nieve               | 3257            |                 |
| Col du Collerin         | Bessans a Balme                       | C     | nieve               | 3202            |                 |
| Col du Grand Etret      | Ceresole Reale a Valsavaranche        | E     | nieve               | 3158            |                 |
| Col de Bassac           | Rhêmes Valley a Valgrisenche          | C     | nieve               | 3153            |                 |
| Col du Carro            | Bonneval-sur-Arc a Ceresole Reale     | C     | nieve               | 3140            |                 |
| Col d'Arbole            | Cogne a Brissogne                     | E     | nieve               | 3137            |                 |
| Col de la Goletta       | Val d'Isère al valle de Rhêmes        | C     | nieve               | 3120            |                 |
| Col de Rhêmes           | Val d'Isère al valle de Rhêmes        | C     | nieve               | 3101            |                 |
| Col de la Grande Casse  | Pralognan a Termignon                 | W     | nieve               | 3100            |                 |
| Col de Sea              | Bonneval-sur-Arc a Forno Alpi Graie   | C     | nieve               | 3083            |                 |
| Col de l'Autaret        | Bessans a Usseglio                    | C     | sendero a pie       | 3070            |                 |
| Col de Girard           | Bonneval-sur-Arc a Forno Alpi Graie   | C     | nieve               | 3044            |                 |
| Col Rosset              | Valsavarenche al valle de Rhêmes      | C     | camino de herradura | 3024            |                 |
| Col d'Arnas             | Bessans a Balme                       | C     | nieve               | 3014            |                 |
| Col de la Galise        | Ceresole Reale a Val d'Isère          | C     | nieve               | 2998            |                 |
| Col de Sort             | Valsavarenche al valle de Rhêmes      | E     | camino de herradura | 2967            |                 |
| Quecees de Tignes       | Val d'Isère a Termignon               | W     | nieve               | 2940            |                 |
| Col della Nouva         | Cogne a Pont Canavese                 | E     | camino de herradura | 2933            |                 |
| Col de Breuil           | Bourg-Saint-Maurice a La Thuile       | MB    | nieve               | 2879            |                 |
| Col de Garin            | Aosta a Cogne                         | E     | sendero a pie       | 2868            |                 |
| Collarin d'Arnas        | Balme a Usseglio                      | C     | nieve               | 2850            |                 |
| Colle della Finestra    | Valle de Rhêmes al Valgrisenche       | C     | sendero a pie       | 2847            |                 |
| Fenetre de Champorcher  | Cogne a Champorcher                   | E     | camino de herradura | 2838            |                 |
| Col Vaudet              | Sainte-Foy-Tarentaise al Valgrisenche | C     | sendero a pie       | 2836            |                 |
| Col de Bardoney         | Cogne a Pont Canavese                 | E     | nieve               | 2833            |                 |
| Col de Chaviere         | Modane a Pralognan                    | W     | sendero a pie       | 2806            |                 |
| Col de la Leisse        | Tignes a Termignon                    | W     | nieve               | 2780            |                 |
| Col de l'Iseran         | Bonneval-sur-Arc a Val d'Isère        | C     | carretera           | 2769            |                 |
| Ghicet di Sea           | Balme a Forno Alpi Graie              | C     | sendero a pie       | 2735            |                 |
| Col de la Sachette      | Tignes a Bourg-Saint-Maurice          | W     | sendero a pie       | 2729            |                 |
| Col du Palet            | Tignes a Moûtiers o Bourg St Maurice  | W     | camino de herradura | 2658            |                 |
| Col du Mont             | Ste Foy al Valgrisenche               | C     | camino de herradura | 2646            |                 |
| Col du Nivolet          | Ceresole Reale al Valsavarenche       | E     | carretera           | 2641            |                 |
| Colle della Crocetta    | Ceresole Reale a Forno Alpi Graie     | C     | camino de herradura | 2636            |                 |
| Col de la Platiere      | Saint-Jean-de-Maurienne a Moûtiers    | W     | camino de herradura | 2600            |                 |
| Col du Mont Tondu       | Les Contamines a Courmayeur           | MB    | nieve               | 2590            |                 |
| Col de Ferret           | Courmayeur a Orsières                 | MB    | camino de herradura | 2533            |                 |
| Col de la Vanoise       | Pralognan a Termignon                 | W     | camino de herradura | 2527            |                 |
| Col de la Seigne        | Les Chapieux a Courmayeur             | MB    | camino de herradura | 2512            |                 |
| Col de Susanfe          | Champéry a Salvan                     | MB    | sendero a pie       | 2500            |                 |
| Col du Bonhomme         | Contamines a Les Chapieux             | MB    | camino de herradura | 2483            |                 |
| Col de Sageroux         | Sixt a Champéry                       | MB    | sendero a pie       | 2413            |                 |
| Col des Encombres       | Saint-Michel-de-Maurienne a Moûtiers  | W     | camino de herradura | 2337            |                 |
| Col d'Anterne           | Sixt a Servoz                         | MB    | camino de herradura | 2263            |                 |
| Col de Balme            | Chamonix al valle de Trient           | MB    | camino de herradura | 2201            |                 |
| Little St Bernard Pass  | Aosta a Moûtiers                      | C     | carretera           | 2188            |                 |
| Col de la Madeleine     | La Chambre a Moûtiers                 | W     | carretera           | 1984            |                 |
| Colle Checrouit         | Courmayeur al Lac de Combal           | MB    | camino de herradura | 1960            |                 |
| Col de Voza             | Chamonix a Les Contamines             | MB    | camino de herradura | 1675            |                 |
| Col de la Forclaz (F)   | Chamonix a Saint-Gervais              | MB    | camino de herradura | 1556            |                 |
| Col de la Forclaz (CH)  | Argentière a Martigny                 | MB    | carretera           | 1520            |                 |